# Echinodon
Echinodon was een geslacht van plantenetende dinosauriërs behorend tot de Ornithischia, die tijdens het Late Jura leefde in het gebied van het huidige Engeland. De typesoort is Echinodon becklesii.

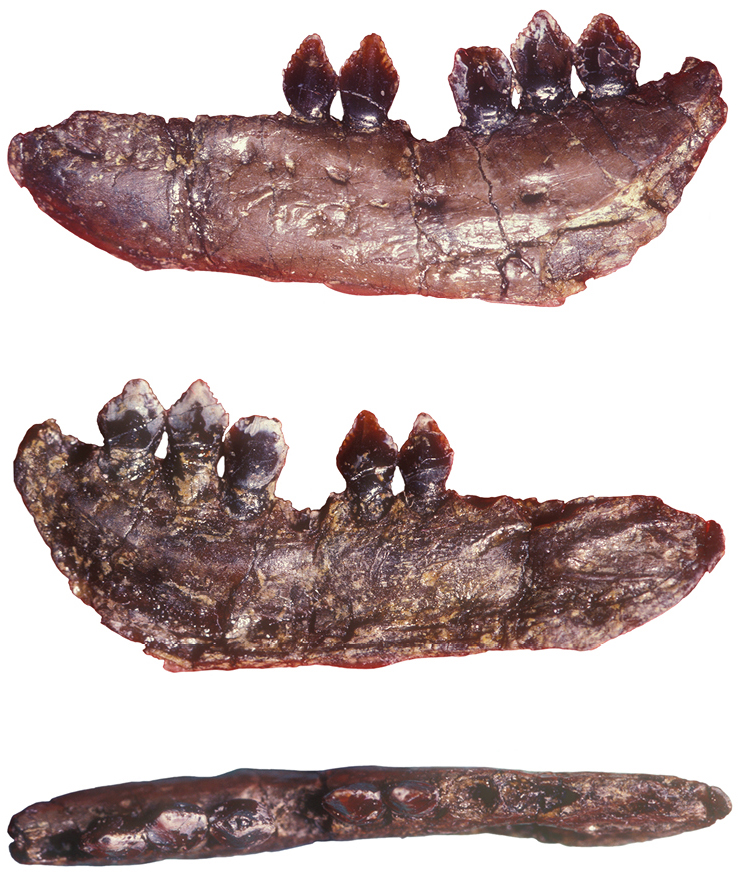
NHMUK 48215b, een stuk linkeronderkaak

In het midden van de negentiende eeuw legde Samuel Husbands Beckles een enorme verzameling fossielen aan die hij ten dele zelf opgespoord had langs de zuidkust van Engeland. Richard Owen werd in de gelegenheid gesteld die te bestuderen. Onder de vondsten bevond zich een stel kaken, vermoedelijk opgegraven hoog op de klip van Durlston Bay, tussen Peveril Point en Durlston Head, nabij Swanage, Isle of Purbeck, in Dorset County. Owen meende dat het een nieuwe hagedissensoort betrof die hij in 1861 benoemde als de soort Echinodon becklesii. De geslachtsnaam betekent: "egel-tand", een verwijzing naar het stekelige karakter van de gekartelde tandrand. De soortaanduiding eert Beckles. Nog in 1861 meende Hugh Falconer dat de naam Echinodon bezet was en gaf Sauraechinodon als vervangingsnaam wat ook nog eens fout gespeld werd als Sauraechmodon. Owen stelde hiervan dat naar zijn beste weten geen enkel dier ooit eerder Echinodon genoemd was en ook later is dat nooit opgedoken zodat Sauraechinodon als een objectief jonger synoniem moet gelden. Een andere curiositeit op het gebied van de naamgeving is dat Owen per ongeluk in 1861 de naam ook als Echinodon becclesii gaf in een bijschrift van een illustratie. Eigenlijk had hij achteraf nog expliciet een keuze moeten maken maar meestal wordt aangenomen dat Echinodon becklesii in ieder geval door overwegend gebruik geldig is geworden.
De lectotypen zijn BMNH 48209, de voorkant van een nsuit en BNNH 48211, de achterkant van een snuit. Beide stukken zijn van eenzelfde individu. Verder zijn toegewezen de specimina BMNH 48211: de rechterkant van een snuit; BMNH 48212: een rechterbovenkaak; BMNH 48213: een linkeronderkaak; BMNH 48214: een rechteronderkaak; BMNH 48215a: een rechteronderkaak; BMNH 48215b: een linkeronderkaak; BMNH 48215c: een gipsafgietsel van een blok gesteente met botten; en BMNH 48215: een natuurlijke afdruk van een kaak met tanden. Tegenwoordig beginnen de inventarisnummers met NHMUK.
De verwantschap van Echinodon is problematisch. Owen zelf plaatste het dier eerst in de Lacertilia dus als een hagedis, hoewel hem al de overeenkomsten met Scelidosaurus opvielen en hij later naar de vondst verwees als de Purbeck Dinosaur. In de twintigste eeuw werden dergelijke basale vormen van de groep Ornithischia wel ondergebracht bij de Fabrosauridae. Paul Sereno kwam gezien de twee van de overige afwijkende tanden in 1991 tot de conclusie dat de soort behoort tot de Heterodontosauridae, overigens zelf een groep met problematische taxonomische plaatsing. Mocht de toewijzing correct zijn dan is Echinodon het laatste bekende lid van de groep. Latere analyses bevestigden de plaatsing.